# نشانه تروسو در بدخیمی
نشانهٔ تِـروسو در بدخیمی (انگلیسی: Trousseau sign of malignancy) یا سندرم تِـروسو یک نشانهٔ پزشکی است که شامل دوره‌هایی از التهاب عروق به دلیل لخته شدن خون (ترومبوفلبیت) است که عود می‌کنند یا در مکان‌های مختلف در طول زمان ظاهر می‌شوند (ترومبوفلبیت مهاجر). محل لخته، حساس به لمس است و لخته را می‌توان به صورت یک گره در زیر پوست احساس کرد. سندرم تروسو نوع نادری از ترومبوز وریدی است که با ترومبوز عودکننده و مهاجر در وریدهای سطحی و در مکان‌های غیرشایع مانند دیواره قفسه سینه و بازوها مشخص می‌شود. این سندرم به ویژه با سرطان لوزالمعده، سرطان معده و سرطان ریه مرتبط است و ممکن است نشانه اولیه‌ای از سرطان باشد که گاهی ماه‌ها تا سال‌ها قبل از تشخیص تومور ظاهر می‌شود. هپارین‌درمانی برای جلوگیری از تشکیل لخته در آینده توصیه می‌شود. نشانهٔ تِـروسو در بدخیمی را نباید با نشانه تروسو در تتانی نهفته که ناشی از کاهش کلسیم در خون است، اشتباه گرفت.

## تاریخچه
پزشک و متخصص داخلی فرانسوی آرمان تروسو نخستین کسی بود که این یافته را در دهه ۱۸۶۰ میلادی توصیف کرد. او بعدها همان نشانه‌ها را در خود پیدا کرد و متعاقباً معلوم شد که خودش مبتلا به سرطان معده و کمی پس از آن درگذشت.

## پاتوفیزیولوژی

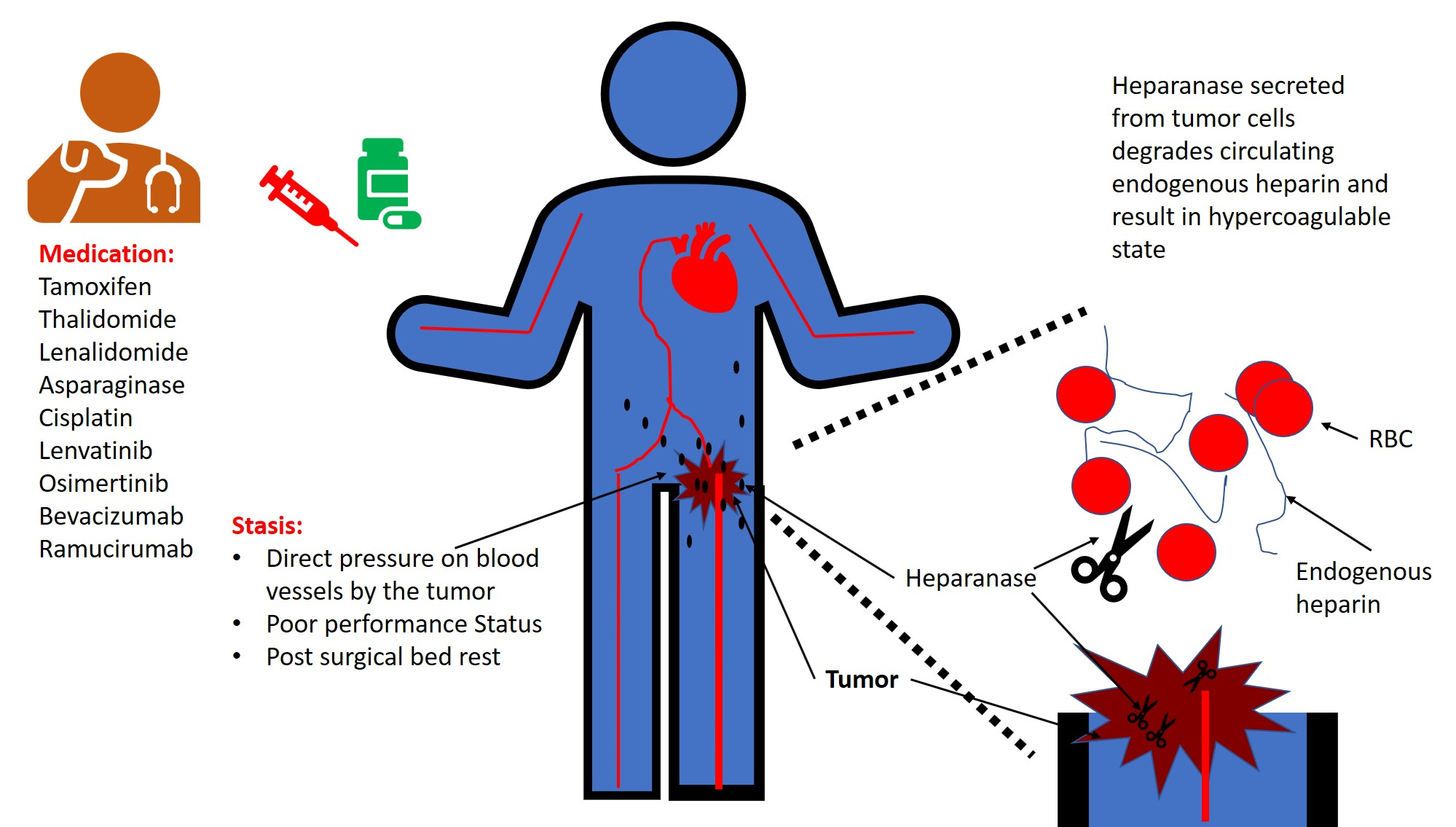
برخی از بدخیمی‌ها، به ویژه گلیوما و همچنین آدنوکارسینوم‌های لوزالمعده و ریه، به دلایلی نامشخص، با انعقاد بیش از حد خون (تمایل به تشکیل لخته‌های خون) مرتبط هستند

برخی از بدخیمی‌ها، به ویژه گلیوما (۲۵٪)، و همچنین آدنوکارسینوم‌های لوزالمعده و ریه، به دلایلی نامشخص، با انعقاد بیش از حد خون (تمایل به تشکیل لخته‌های خون) مرتبط هستند، اما ممکن است به عوامل شیمیایی ترشح‌شده از تومورها مرتبط باشند؛ به‌ویژه مجموعه‌ای شناور از میکرووزیکول‌های حاوی فاکتور بافتی مشتق‌شده از سلول. برخی از آدنوکارسینوم‌ها موسین ترشح می‌کنند که می‌تواند با سلکتین موجود در پلاکت‌ها واکنش نشان دهد و در نتیجه باعث تشکیل لخته‌های کوچک گردد. علاوه بر این، بیشتر تومورهای بدخیم آنزیم هپاراناز را بیش از حد بیان و ترشح می‌کنند، آنزیمی که هپاران سولفات و هپارین درون‌زاد را تجزیه می‌کند و در نتیجه به وقوع حالت انعقادی بیش از حد در بیماران سرطانی منجر می‌شود.